# Jake Heyward
Jake Heyward, né le 26 avril 1999 à Cardiff, est un athlète britannique, spécialiste du 1 500 mètres.

## Biographie
Il remporte la médaille d'or du 1 500 m lors des championnats d'Europe jeunesse 2016 et des championnats d'Europe juniors 2017.
En 2021, il se classe 9e du 1 500 m des Jeux olympiques d'été de 2020 en 3 min 34 s 43 deux jours après avoir porté son record personnel à 3 min 32 s 82 en demi-finale. 

## Palmarès
| Date | Compétition                    | Lieu     | Résultat | Épreuve | Temps         |
| ---- | ------------------------------ | -------- | -------- | ------- | ------------- |
| 2016 | Championnats d'Europe jeunesse | Tbilissi | 1er      | 1 500 m | 4 min 0 s 64  |
| 2017 | Championnats d'Europe juniors  | Grosseto | 1er      | 1 500 m | 3 min 56 s 73 |
| 2021 | Jeux olympiques                | Tokyo    | 9e       | 1 500 m | 3 min 34 s 43 |
| 2022 | Championnats d'Europe          | Munich   | 2e       | 1 500 m | 3 min 34 s 44 |

## Records
| Épreuve | Temps         | Lieu  | Date        |
| ------- | ------------- | ----- | ----------- |
| 1 500 m | 3 min 32 s 82 | Tokyo | 5 août 2021 |